# میکا نیوتن
میکا نیوتن (به انگلیسی: Mika Newton) (زاده ۵ مارس ۱۹۸۶) خواننده اوکراینی است.
او در مسابقه آواز یوروویژن ۲۰۱۱ نماینده اوکراین بود.